# Franco Ferreiro
Franco Ferreiro (n, 1 de julio de 1984 en Uruguayana, Brasil) es un jugador de tenis brasileño. En su carrera  ha llegado a 6 finales de dobles a nivel ATP.

## Finales

### Dobles: 2 (0–2)
| Legend                      |
| Torneos Grand Slam (0–0)    |
| ATP Finals (0–0)            |
| ATP Tour Masters 1000 (0–0) |
| ATP Tour 500 (0–0)          |
| ATP Tour 250 (0–2)          |

| Finales por superficie |
| Dura (0–0)             |
| Arcilla (0–2)          |
| Césped (0–0)           |
| Alfombra (0–0)         |